# Districtul Chang Klang
Chang Klang (în thailandeză ช้างกลาง) este un district (Amphoe) din provincia Nakhon Si Thammarat, Thailanda, cu o populație de 29.594 de locuitori și o suprafață de 232,5 km².

## Componență
Districtul este subdivizat în 3 subdistricte (tambon), care sunt subdivizate în 35 de sate (muban).
| Nr. | Nume        | În thailandeză | Sate | Locuitori |  |
| 1.  | Chang Klang | ช้างกลาง        | 17   | 16,989    |  |
| 2.  | Lak Chang   | หลักช้าง         | 10   | 7,581     |  |
| 3.  | Suan Khan   | สวนขัน          | 18   | 5,024     |  |

|| 
|}